# 杜邦特湖
63°4′0″N 101°42′0″W / 63.06667°N 101.70000°W

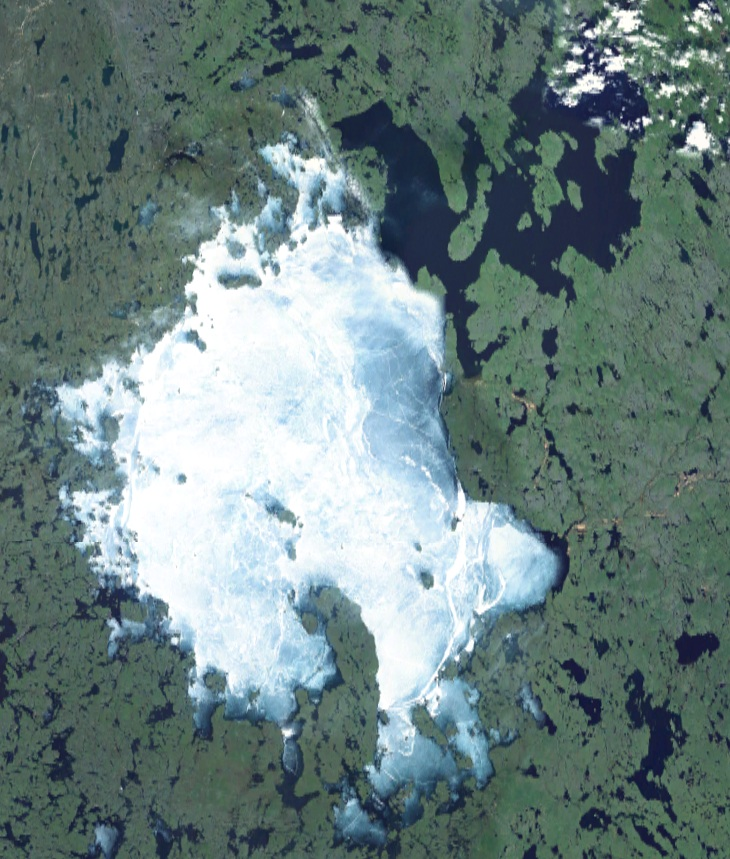

杜邦特湖是加拿大的湖泊，位於該國北部，由努納武特基瓦里奇地區負責管轄，面積3,630平方公里，是該地區第二大湖泊，島嶼面積204平方公里，海拔高度236米。